# Hallshuks fiskekapell

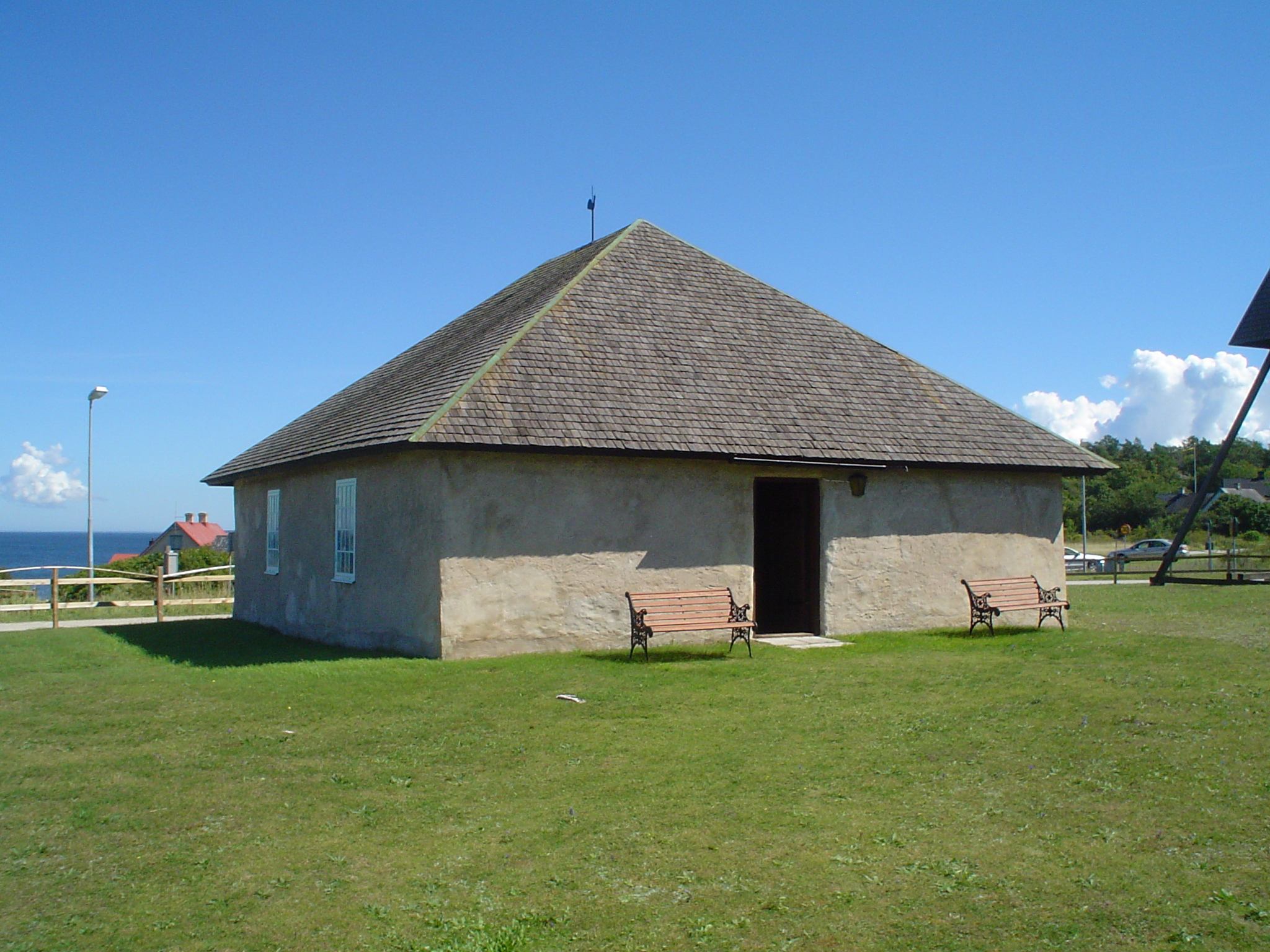
Hallshuks fiskekapell, beläget ovanför fiskeläget i Hallshuk på Gotlands nordspets.

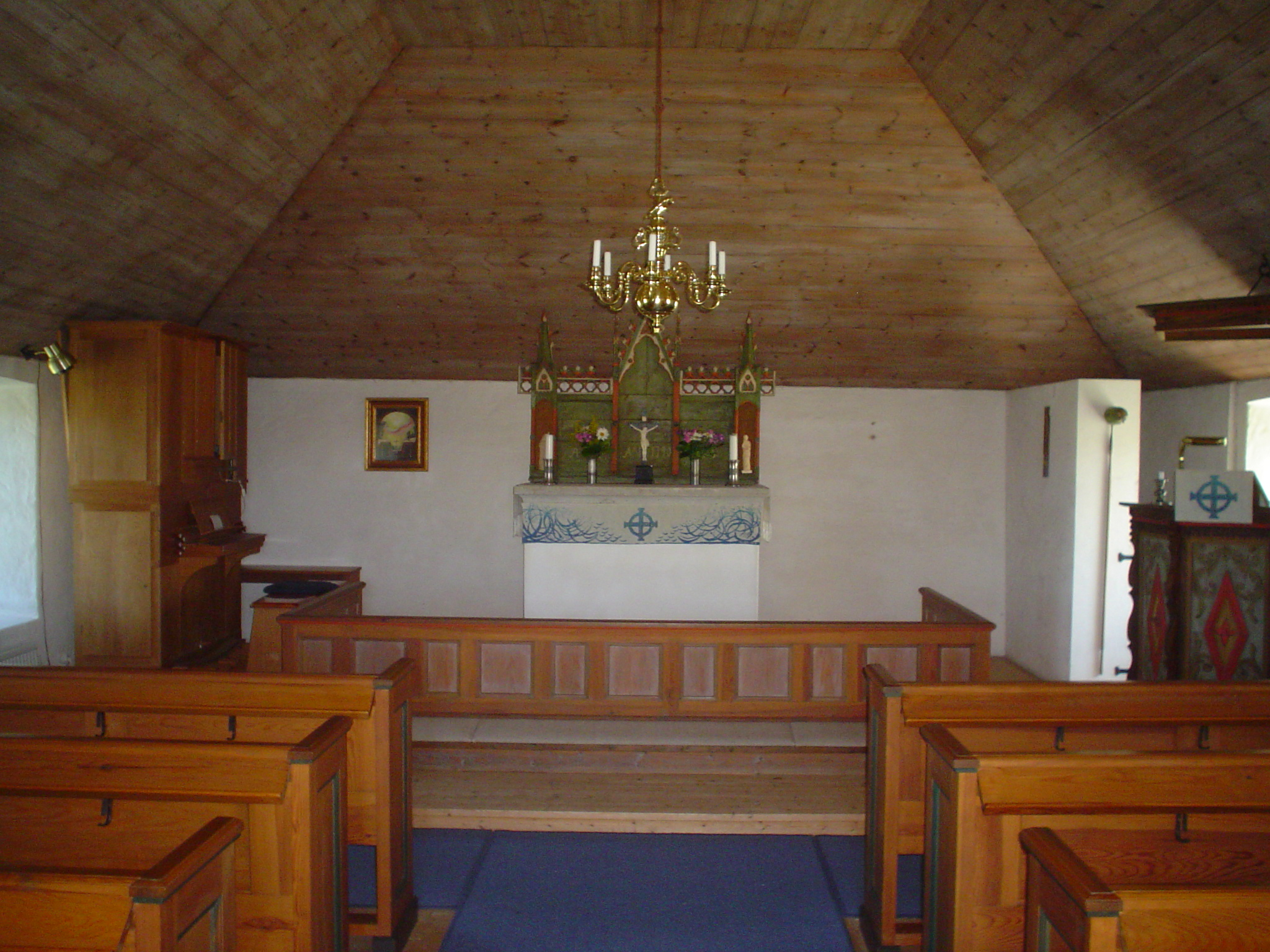
Interiörbild från Hallshuks fiskekapell.

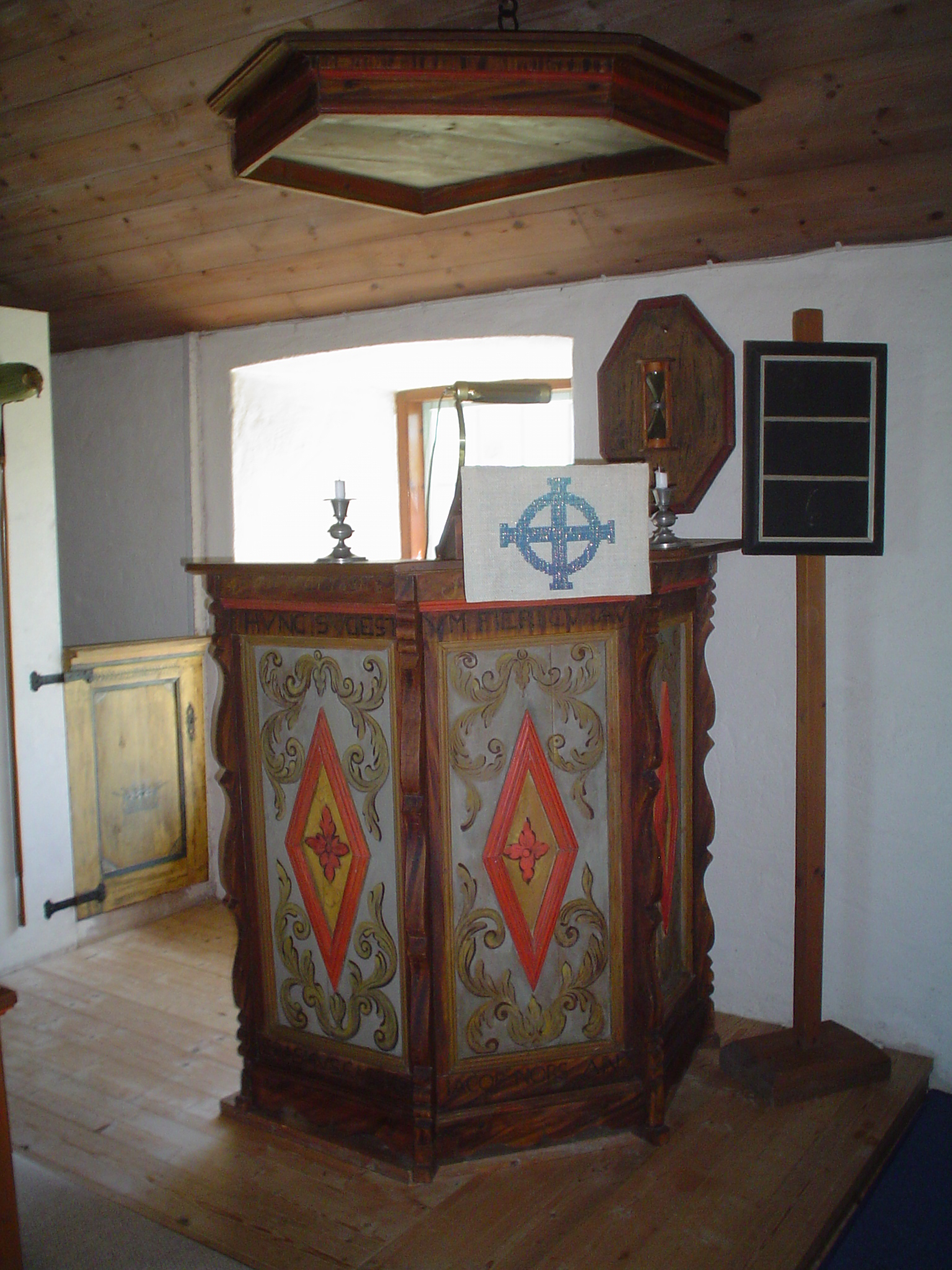
Predikstolen som ursprungligen gjordes för Fårö kyrka.

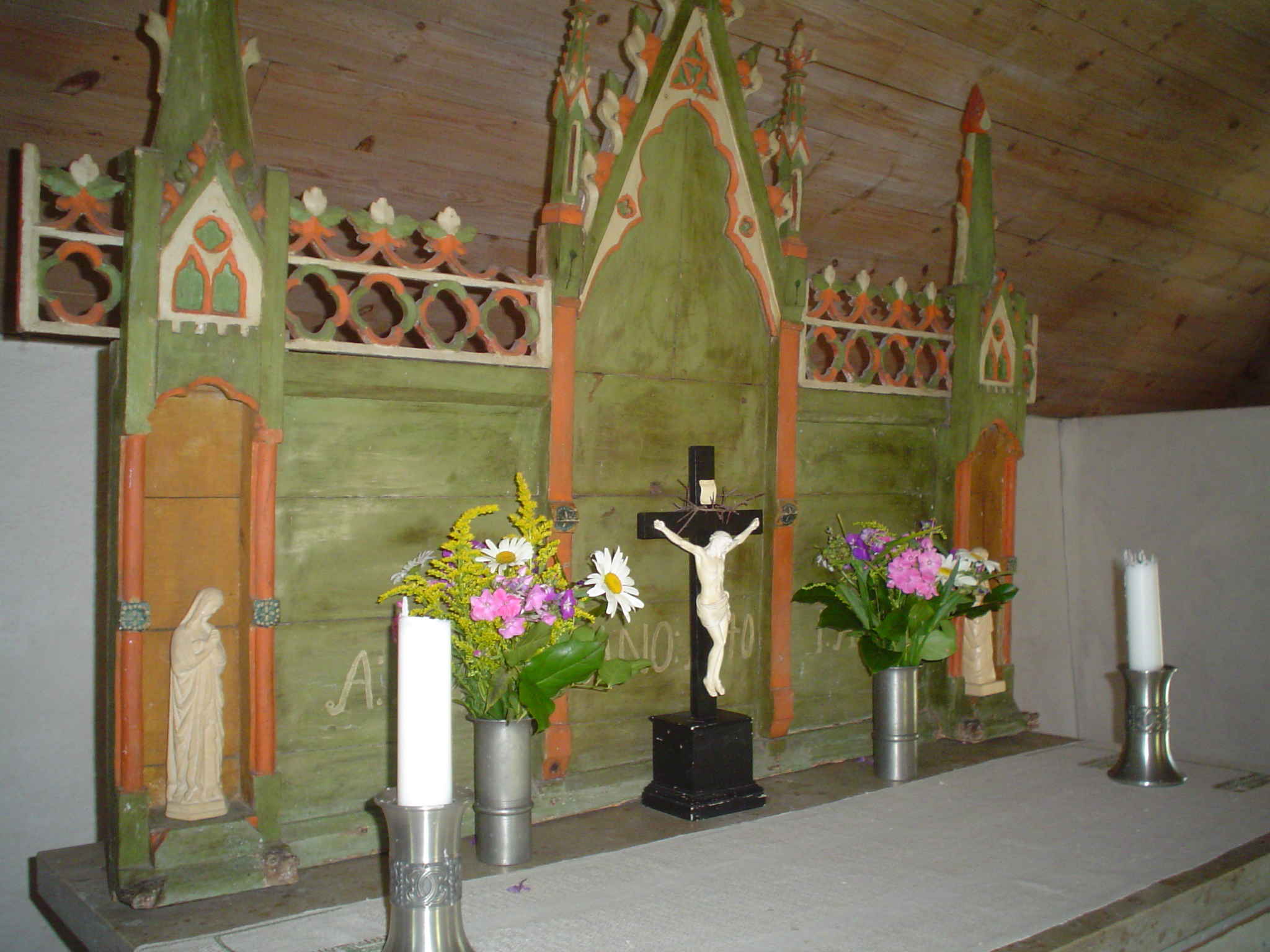
Altartavlan från 1300-tal som kommer antingen från Hangvar eller Elinghem.

Hallshuks fiskekapell med tillhörande klockstapel är beläget ovanför fiskeläget i Hallshuk i Halls socken på Gotlands nordspets. 

## Historik
Kapellets ålder är okänd, men det första kapellet på platsen anlades möjligen av drottning Kristina 1645, i samband med att Gotland blev svenskt, för att användas av de gästande fiskarna. Fisket vid Hallshuk finns dokumenterat första gången 1550-talet, och kapellet omnämns i detta sammanhang första gången 1690. Under 1800-talets första hälft var Hallshuk ett av Gotlands viktigaste fiskelägen, och kapellet var då ofta använt.

### Rivningsbeslut
Den 26 oktober 1894 begär Halls församling av Biskopsämbetet i Visby att få riva det vid detta tillfälle förfallna kapellet och befrias från allt ansvar och alla omkostnader. Kapellet ansågs varken ha själavårdande eller arkitektoniskt värde. Kunglig Majestätet beslutade den 22 oktober 1897 dock på Kungl. Vitterhetsakademiens önskan att kapellet inte fick rivas, utan skulle kvarstå som ruin. Murarna lämnades därför intakta, och altartavlan och hamnmästarens trumma lämnades in till Gotlands fornsal. Predikstolen forslades till Halls kyrkas materialbod, och övriga inventarier såldes och kassan överfördes till Halls kyrkokassa.

### Återuppbyggnad
Kapellet saknades dock av lokalbefolkningen i Hallshuk, och då Erik Gyberg tillträdde som kyrkoherde för Hangvar-Halls församling 1927 startades ett intensivt arbete att återuppbygga kapellet. Genom tidningsupprop, insamlingslistor och bidrag från enskilda och föreningar lyckades man få till stånd ett återskapande av kapellet, med invigning den 31 juli 1949.

## Nuvarande interiör
Altaret och altarskranket är nytt, men altartavlan är i gotisk stil och från 1300-talet, målad och kanske skänkt 1740. Det är oklart om tavlans ursprung är från Fleringe kyrka, Hangvars kyrka eller om den kommer från den numera ödelagda kyrkan i Elinghem.
Predikstolen är från 1601, tillverkad för Fårö kyrka, men överlämnad som gåva till kapellet från Fårös församling.

### Orgel
- Orgeln är byggd cirka 1950 av Åkerman & Lund, Knivsta, och är mekanisk. Den flyttades hit 1988 från Lummelunda kyrka, ditt den hade flyttats 1961.

| Manual          | Pedal   |
| Gedackt 8’      | Bihängd |
| Rörflöjt 4’     |         |
| Principal 2’    |         |
| Sifflöjt 1 1⁄3’ |         |
| Regal 8'        |         |

## Klockstapeln
Klockstapeln uppfördes inför 10-årsjubileet av återinvigningen på initiativ av biskop Algot Anderberg, och invigdes den 13 september 1959. Klockans diameter är 41 cm, vikten 42 kg, och den är gjuten av S.CH. Grönvall i Stockholm.